# Chen Hong-yu
Chen Hong-yu (ur. 2000) – tajwański zapaśnik walczący w stylu wolnym. Zajął siódme miejsce na mistrzostwach Azji w 2023. Złoty medalista mistrzostw Azji Południowo-Wschodniej w 2025 roku.